# Куриер (1921 – 1929)
„Куриер“ (изписване до 1945 година: „Куриеръ“) е български независим информационен и рекламен вестник, издаван в град Кюстендил от книжарница „Илия Богданов“. От бр.54 се редактира от редакционен комитет. Печата се в кюстендилските печатници „Пилев“, „Зора“ и „Изгрев“ в тираж 260 броя. След брой 115 е временно заменен (22 август 1925 – 20 март 1926) от едноименния „Куриер“ – орган на националлибералните партийни организации в Кюстендилски окръг. На 7 август 1924 г. публикува информация за сражението на четата на Панчо Михайлов в Кочанско. Броят от 21 септември 1924 г. е посветен изцяло на убития Тодор Александров. Води полемика с вестниците „Обнова“ и „Подем“.